# Игл, Джошуа
Джошуа Эндрю Игл (англ. Joshua Andrew Eagle; родился 10 мая 1973 года в Тувумбе, Австралия) — австралийский теннисист и тренер.
- Финалист 1 турнира Большого шлема в миксте (Australian Open-2001).
- Полуфиналист 1 турнира Большого шлема в миксте (Уимблдон-2000).
- Победитель 5 турниров ATP в парном разряде.
- Победитель 1 юниорского турнира Большого шлема в парном разряде (Australian Open-1991).
- Полуфиналист 1 юниорского турнира Большого шлема в одиночном разряде (Уимблдон-1990).
- Полуфиналист 1 юниорского турнира Большого шлема в парном разряде (Roland Garros-1990).

## Общая информация
Джошуа — один из трёх детей в своей семье. Родители, работая в сфере образования, привили своим детям любовь к спорту: Игл-младший особо заинтересовался теннисом и регбилиг; первым видом он вскоре стал заниматься сам, а во втором стал активным болельщиком, переживая за клуб Brisbane Broncos.
В 2007 году австралиец женился на своей бывшей партнёрше по микстовым состязаниям — австриячке Барбаре Шетт. 28 апреля 2009 года у пары родился первенец — сын Ноа.

## Спортивная карьера
С юниорских лет Джошуа не просто играл в теннис, но и показывал там неплохие результаты как в одиночном, так и в парном разряде; тренерский штаб различных сборных Австралии многократно предоставлял ему возможность играть за национальную команду. В июне 1990 года он дошёл до полуфинала Уимблдона, уступив Маркосу Ондруске, а на следующий год, вместе Грантом Дойлом выиграл Australian Open в паре. Эти и другие высокие результаты в туре старших юниоров позволили ему в какой-то момент войти в десятку сильнейших теннисистов местной классификации.
Первые попытки закрепиться во взрослом туре Игл начинает в 1990 году, однако должной стабильности результатов обрести так и не удаётся: локальные успехи на соревнованиях побочных серий мужского тура позволяют ему пробиться в третью сотню одиночного рейтинга, но попадание даже в Top200 так и остаётся недостижимой мечтой. В рамках серии ATP Challenger его лучшим результатом становится полуфинал одного из домашних австралийских турниров, достигнутый в декабре 1993 года; на соревнованиях основного тура австралийцу удалось выиграть несколько матчей в основных сетках; а на турнирах Большого шлема пару раз сыграть в основу (единожды по специальному приглашению и единожды — пройдя квалификационный отбор).
Куда более успешно складывались игры в парном разряде: в начале 1990-х, вместе с Грантом Дойлом, Джошуа несколько лет блистал на Australian Open, регулярно выигрывая хотя бы матч в основной сетке. В 1993 году начинается активное сотрудничество Игла с Эндрю Флорентом: оба австралийца были не слишком удачливы в сольной карьере, но в паре, со временем, смогли наиграть очень конкурентоспособную комбинацию. В 1995 году они впервые дошли до финала соревнования основного тура, сыграв в титульном матче в Сеуле, ещё несколько лет ушло на первый выход в четвертьфинал турнира Большого шлема (при этом в отдельных матчах Эндрю и Джошуа удостаточно быстро смогли играть на равных и побеждать лучшие комбинации мира — так в 1996 году они выиграли лишь один матч на домашнем турнире Большого шлема, зато сделали это у соотечественников и тогдашней первой пары мира: Тодда Вудбриджа и Марка Вудфорда). В 2000 году Эндрю и Джошуа впервые сыграли в финале соревнования серии Masters: в Канаде. В 1998-м и 2000-м годах австралийцы играли на Итоговом турнире (один раз как первые запасные и один раз как полноценные участники), каждый раз выиграв одну игру, но из группы так ни разу и не выйдя. Более-менее регулярный союз продержался до конца сезона-2001, когда неудачно выступив на зальном Masters в Штутгарте Игл и Флорент прекратили совместные выступления.
Альянс с Эндрю все эти годы не был единственным для Джошуа: он регулярно и достаточно успешно играл и с другими теннисистами: в июле 1996 года дошёл до финала приза в Бостаде вместе с Петером Нюборгом, позже провёл несколько удачных турниров вместе с Патриком Рафтером, Джимом Граббом, Эндрю Кратцманном, Дэвидом Адамсом. Впрочем, когда пришлось искать замену Флоренту, партнёром Игла стал другой теннисист: Сэндон Столл. Австралийцы достаточно стабильно отыграли год, добыли четыре совместных финала, заняв в парном рейтинге места в конце второй десятки. На следующий год сотрудничество продолжено не было, а Столл вскоре завершил игровую карьеру; Джошуа пытался найти ему замену но не сильно преуспел в этом, хотя временные союзы с Махешем Бхупати, Джаредом Палмером и Шенгом Схалкеном регулярно приносили участия в титульных матчах. В конце 2003 года Джошуа взял небольшую паузу в выступлениях, а на следующий год завершил карьеру, сыграв лишь на четырёх турнирах.
Как и многие квалифицированные парные игроки Игл неплохо играл и соревнования среди смешанных дуэтов. Регулярно играя подобные состязания на соревнованиях Большого шлема он единожды — в 2000 году, вместе со своей будущей супругой Барбарой Шетт — дошёл здесь до финала: на Australian Open австралиец и австриячка переиграли несколько сильных дуэтов, включая альянс Тодд Вудбридж / Ренне Стаббз, но в титульном матче уступили Эллису Феррейре и Корине Морариу.
Не обошлась карьера Игла и без травм — в 1999 году из-за одной из них он пропустил восемь месяцев.
Расставшись с играми в профессиональном туре Джошуа не покинул теннис: как и многие ведущие австралийские теннисисты он остался при федерации работать с молодыми теннисистами и выводить их на новый уровень. В какой-то момент Игл вошёл в тренерский штаб национальной сборной в Кубке Дэвиса. Некоторое время работая с Маринко Матошевичем Джошуа смог вывести его в первые ракетки Австралии в одиночном разряде.

## Рейтинг в парном разряде на конец года
- 2004 — 976
- 2003 — 30
- 2002 — 16
- 2001 — 24
- 2000 — 25
- 1999 — 138
- 1998 — 23
- 1997 — 47
- 1996 — 47
- 1995 — 92
- 1994 — 133
- 1993 — 147
- 1992 — 326
- 1991 — 450

## Выступления на турнирах

### Выступление в парных турнирах

#### Финалы турнировATPв парном разряде (24)

##### Победы (5)
| Легенда                      |
| ---------------------------- |
| Турниры Большого шлема (0)   |
| Masters Cup (0)              |
| ATP Masters (0)              |
| АТР International Gold (0+2) |
| АТР International (0+3)      |

| Титулы по покрытиям | Титулы по месту проведения матчей турнира |
| ------------------- | ----------------------------------------- |
| Хард (0+3)          | Зал (0+1)                                 |
| Грунт (0+2)         | Зал (0+1)                                 |
| Трава (0)           | Открытый воздух (0+4)                     |
| Ковёр (0)           | Открытый воздух (0+4)                     |

| №  | Дата            | Турнир              | Покрытие | Партнёр       | Соперники в финале                | Счёт        |
| 1. | 5 января 1998   | Аделаида, Австралия | Хард     | Эндрю Флорент | Эллис Феррейра Рик Лич            | 6-4 6-7 6-3 |
| 2. | 26 февраля 2001 | Дубай, ОАЭ          | Хард     | Сэндон Столл  | Даниэль Нестор Ненад Зимонич      | 6-4 6-4     |
| 3. | 8 июля 2002     | Гштад, Швейцария    | Грунт    | Давид Рикл    | Массимо Бертолини Кристиан Бранди | 7-6(5) 6-4  |
| 4. | 15 июля 2002    | Штутгарт, Германия  | Грунт    | Давид Рикл    | Дэвид Адамс Гастон Этлис          | 6-3 6-4     |
| 5. | 7 октября 2002  | Вена, Австрия       | Хард(i)  | Сэндон Столл  | Иржи Новак Радек Штепанек         | 6-4 6-3     |

##### Поражения (19)
| №   | Дата             | Турнир                    | Покрытие | Партнёр         | Соперники в финале              | Счёт              |
| 1.  | 24 апреля 1995   | Сеул, Южная Корея         | Хард     | Эндрю Флорент   | Себастьян Ларо Джефф Таранго    | 3-6 2-6           |
| 2.  | 10 июня 1996     | Порту, Португалия         | Грунт    | Эндрю Флорент   | Эмануэль Коуту Бернарду Мота    | 6-4 4-6 4-6       |
| 3.  | 8 июля 1996      | Бостад, Швеция            | Грунт    | Петер Нюборг    | Давид Экерот Джефф Таранго      | 4-6 6-3 4-6       |
| 4.  | 27 апреля 1998   | Мюнхен, Германия          | Грунт    | Эндрю Флорент   | Тодд Вудбридж Марк Вудфорд      | 0-6 3-6           |
| 5.  | 15 июня 1998     | Хертогенбос, Нидерланды   | Трава    | Эндрю Флорент   | Гийом Рау Ян Симеринк           | 6-7(5) 2-6        |
| 6.  | 20 июля 1998     | Штутгарт, Германия        | Грунт    | Джим Грабб      | Оливье Делатр Фабрис Санторо    | 1-6 6-3 3-6       |
| 7.  | 27 июля 1998     | Кицбюэль, Австрия         | Грунт    | Эндрю Кратцманн | Том Кемперс Даниэль Орсанич     | 3-6 4-6           |
| 8.  | 28 февраля 2000  | Делрей-Бич, США           | Хард     | Эндрю Флорент   | Брайан Макфи Ненад Зимонич      | 5-7 4-6           |
| 9.  | 10 апреля 2000   | Оэйраш, Португалия        | Грунт    | Дэвид Адамс     | Дональд Джонсон Пит Норвал      | 4-6 5-7           |
| 10. | 24 июля 2000     | Кицбюэль, Австрия (2)     | Грунт    | Эндрю Флорент   | Пабло Альбано Цирил Сук         | 3-6 6-3 3-6       |
| 11. | 31 июля 2000     | Торонто, Канада           | Хард     | Эндрю Флорент   | Себастьян Ларо Даниэль Нестор   | 3-6 6-7(3)        |
| 12. | 16 апреля 2001   | Монте-Карло, Монако       | Грунт    | Эндрю Флорент   | Йонас Бьоркман Тодд Вудбридж    | 6-3 4-6 2-6       |
| 13. | 7 января 2002    | Сидней, Австралия         | Хард     | Сэндон Столл    | Дональд Джонсон Джаред Палмер   | 4-6 4-6           |
| 14. | 25 февраля 2002  | Дубай, ОАЭ                | Хард     | Сэндон Столл    | Марк Ноулз Даниэль Нестор       | 6-3 3-6 [11-13]   |
| 15. | 30 сентября 2002 | Москва, Россия            | Ковёр    | Сэндон Столл    | Роджер Федерер Максим Мирный    | 4-6 6-7(0)        |
| 16. | 6 января 2003    | Сидней, Австралия (2)     | Хард     | Махеш Бхупати   | Пол Хенли Натан Хили            | 6-7(3) 4-6        |
| 17. | 28 апреля 2003   | Мюнхен, Германия (2)      | Грунт    | Джаред Палмер   | Уэйн Блэк Кевин Ульетт          | 3-6 5-7           |
| 18. | 16 июня 2003     | Ноттингем, Великобритания | Трава    | Джаред Палмер   | Боб Брайан Майк Брайан          | 6-7(3) 6-4 6-7(4) |
| 19. | 28 июля 2003     | Лос-Анджелес, США         | Хард     | Шенг Схалкен    | Ян-Майкл Гэмбилл Тревис Пэрротт | 4-6 6-3 5-7       |

### Выступления в смешанном парном разряде

#### Финалы турниров Большого шлема в смешанном парном разряде (1)

##### Поражения (1)
| №  | Дата | Турнир          | Покрытие | Партнёрша    | Соперники в финале            | Счёт    |
| 1. | 2001 | Australian Open | Хард     | Барбара Шетт | Корина Морариу Эллис Феррейра | 1-6 3-6 |

## История выступлений на турнирах

### Парные турниры
| Турнир                 | 1991  | 1992  | 1993  | 1994  | 1995  | 1996  | 1997  | 1998   | 1999  | 2000   | 2001  | 2002  | 2003  | 2004  | Итог   | В/П за карьеру |
| ---------------------- | ----- | ----- | ----- | ----- | ----- | ----- | ----- | ------ | ----- | ------ | ----- | ----- | ----- | ----- | ------ | -------------- |
| Турниры Большого Шлема |       |       |       |       |       |       |       |        |       |        |       |       |       |       |        |                |
| Australian Open        | 2Р    | 3Р    | 1Р    | 2Р    | 1Р    | 2Р    | 1Р    | 2Р     | 1Р    | 1/4    | 1/4   | 3Р    | 1Р    | 1Р    | 0 / 14 | 14-14          |
| Roland Garros          | -     | -     | -     | 3Р    | 3Р    | 1Р    | 1/4   | 3Р     | -     | 3Р     | 3Р    | 2Р    | 3Р    | -     | 0 / 9  | 16-9           |
| Уимблдон               | К     | -     | -     | 1Р    | 2Р    | 1Р    | 1Р    | 1Р     | -     | 2Р     | 2Р    | 3Р    | 3Р    | 1Р    | 0 / 11 | 11-11          |
| US Open                | -     | -     | -     | К     | 1Р    | 1Р    | 1Р    | 1Р     | -     | 1Р     | 3Р    | 1Р    | 3Р    | -     | 0 / 9  | 3-9            |
| Итог                   | 0 / 2 | 0 / 1 | 0 / 1 | 0 / 4 | 0 / 4 | 0 / 4 | 0 / 4 | 0 / 4  | 0 / 1 | 0 / 4  | 0 / 4 | 0 / 4 | 0 / 4 | 0 / 2 | 0 / 41 |                |
| В/П в сезоне           | 2-2   | 2-1   | 0-1   | 6-4   | 3-4   | 1-4   | 3-4   | 3-4    | 0-1   | 6-4    | 8-4   | 5-4   | 5-4   | 0-2   |        | 44-43          |
| Итоговый чемпионат ATP |       |       |       |       |       |       |       |        |       |        |       |       |       |       |        |                |
| Masters Cup            | -     | -     | -     | -     | -     | -     | -     | Группа | -     | Группа | -     | -     | -     | -     | 0 / 2  | 2-2            |

К — проигрыш в отборочном турнире.